# Moby Dick (1956)
Moby Dick ist ein nach dem gleichnamigen Roman von Herman Melville im Jahr 1954 entstandener und 1956 uraufgeführter US-amerikanischer Film des Regisseurs John Huston. Das Drehbuch schrieben Ray Bradbury und John Huston.

## Handlung
Die Handlung beginnt 1841 in New Bedford, Neuengland und wird aus Sicht des jungen Ismael erzählt. Ismael sucht eine Arbeit und beschließt als Matrose anzuheuern. Er geht nach New Bedford, auch weil ihn das Meer schon immer angezogen hat. In einer Herberge lernt er den polynesischen Harpunier Queequeg kennen und beide schließen Freundschaft. Obwohl sie vom wahnsinnig wirkenden Elias davor gewarnt werden, heuern Ismael und Queequeg in der Hafenstadt auf dem Walfangschiff „Pequod“ an. Dass sich Ahab, der Kapitän dieses Schiffs, an Bord befindet, vermittelt sich ihnen in den ersten Tagen auf See nur durch die Geräusche, die sein künstliches Bein nachts auf Deck verursacht. Schließlich bekommen sie ihn zu Gesicht. Ahab trägt eine Beinprothese, die aus dem Kieferknochen eines Pottwals angefertigt worden ist. Dieser ungewöhnliche Werkstoff ist damit zu erklären, dass der Kapitän einen weißen Wal namens Moby Dick für den Verlust seines Beins verantwortlich macht.
Im Laufe der Walfangexpedition wird immer deutlicher, dass Ahab deren hauptsächlichen Zweck darin sieht, Moby Dick zu erlegen. Aber damit nicht genug: Ahab verfolgt dieses Ziel mit einer derartigen Wut und Besessenheit, dass der wirtschaftliche Nutzen der Expedition und menschliche Schicksale zunehmend zweitrangig werden. So lässt er die Bergung erlegter Wale stoppen, weil Moby Dick in der Nähe sein soll. Aus demselben Grund weigert er sich später, die Pequod nach Schiffbrüchigen eines anderen Walfängers, der Rachel, suchen zu lassen: ein Akt unterlassener Hilfeleistung, der in Seefahrerkreisen unweigerlich zur Ächtung führt, was Ahab aber nicht kümmert. „Ich würde sogar die Sonne angreifen, wenn sie mir etwas zuleide täte!“ stellt er für sich fest.
Widerstand gegen das wahnhafte Treiben Ahabs regt sich nur beim besonnenen ersten Offizier Starbuck, der allerdings bald erkennen muss, dass er nicht mit Unterstützung rechnen kann. Einerseits sind die anderen Offiziere aus Prinzip gegen eine Meuterei, andererseits hat Ahab mit seinem Charisma einen starken Einfluss auf die Mannschaft.
Nachdem das Schiff in ein schweres Unwetter geraten ist, riskiert Ahab, der der Verfolgung Moby Dicks alles andere unterordnet, den Untergang des Schiffes. Als Starbuck einen Befehl verweigert und einen Mast kappen will, um das Schiff zu retten, bedroht ihn Ahab mit dem Tod. Starbuck muss zusehen, wie der Kapitän ein Elmsfeuer zum vielversprechenden Zeichen für die Jagd nach dem weißen Wal erklärt, die Mannschaft frisch geschmiedete Harpunen mit eigens dafür gespendetem Blut härtet und Ahab mit diesem Blutschwur alle anderen Besatzungsmitglieder bedingungslos auf seiner Seite hat. Starbuck selbst entschließt sich, Ahab zu erschießen, bringt dann jedoch nicht die innere Stärke auf. Ahab sagt ihm, dass ihrer beide Schicksale miteinander verknüpft seien und ergreift keine Strafmaßnahmen.
Kurze Zeit später kommt es zum Schlagabtausch. Moby Dick taucht auf und wird mit Walfangbooten verfolgt, doch der Wal zerstört ein Boot nach dem anderen. Ahab gelingt es, den Wal zu entern, er verfängt sich auf ihm allerdings in Tauen und sticht wie im Wahn mit einer Harpune auf Moby Dick ein. Ahab wird von dem Wal unter Wasser gezogen. Nach dem erneuten Auftauchen hängt Ahab tot an der Flanke Moby Dicks. Seine Leiche vollführt eine Armbewegung, mit der er die noch lebenden Besatzungsmitglieder scheinbar heranwinkt. Starbuck ist mittlerweile selbst vom Wahn befallen und will die Verfolgung des Wals aufnehmen. Moby Dick tötet die Besatzungen in den Ruderbooten und schwimmt auf die Pequod zu, rammt sie, und ein umstürzender Mast erschlägt den Schiffsjungen Pipp. Der Wal umrundet das Schiff und reißt es in einem gigantischen Strudel in die Tiefe. Der einzige Überlebende ist Ismael, der sich auf dem Sarg, den Queequeg in Vorahnung seines eigenen Todes für sich hat zimmern lassen, retten kann. Er wird von der Rachel gerettet.

## Entstehungsgeschichte
Nachdem John Huston seinen Plan, Moby Dick auf die Leinwand zu bringen, mehr als zehn Jahre mit sich herumgetragen hatte, bot er Ray Bradbury (dem Autor von Die Mars-Chroniken und Fahrenheit 451) an, als Drehbuchschreiber an dieser Filmproduktion mitzuwirken. Die Dreharbeiten dauerten mehr als drei Jahre und fanden unter anderem vor den Küsten Wales’ und der Kanarischen Inseln statt. Zahlreiche Außenaufnahmen waren insbesondere deshalb gefragt, weil Huston möglichst viele realistisch wirkende Bilder liefern wollte. Am Drehort im südirischen Hafenstädtchen Youghal mussten von etlichen Häusern in der Stadt die Fernsehantennen abgebaut werden. Insgesamt machten die Außendrehs jedoch weniger als die Hälfte des fertigen Films aus. Der überwiegende Teil wurde in den Shepperton- und Elstree-Studios in England gedreht.
Ursprünglich hatte John Huston seinen Vater Walter Huston (u. a. Oscar für Nebenrolle in Der Schatz der Sierra Madre, 1948) für die Rolle des Ahab vorgesehen. Über mehrere Jahre versuchte er dann, einem Hollywood-Studio die Verfilmung Melvilles Roman schmackhaft zu machen. Weil es sich um einen eher düsteren Stoff ohne weibliche Sprechrollen und ohne Liebesgeschichte handelt, fand er zunächst keinen Interessenten. Schließlich war John Huston erfolgreich mit der Auflage, dass ein bekannter Schauspieler die Rolle des Ahab übernehmen sollte. Zu diesem Zeitpunkt war sein Vater bereits verstorben, und so fiel die Wahl auf Gregory Peck.
Orson Welles, der hier Pfarrer Mapple darstellt, spielte diesen auch in der TV-Produktion Moby Dick Rehearsed von 1955 (u. a. mit Christopher Lee), in der Welles außerdem Regie führte und die Hauptrolle des Ahab übernahm.
Für den weißen Wal wurden insgesamt drei mehr als dreißig Meter lange Attrappen angefertigt, die aus Stahlskeletten mit Kunststoffhaut bestanden. Eine Attrappe ging unter, bei einer zweiten rissen die Schleppleinen, weshalb für geraume Zeit nach dem Verlust davon die Rede war, ein weißer Geisterwal treibe im Atlantik herum.
Einen besonderen Stellenwert hat Moby Dick wegen der Farbtönung seiner Bilder. Huston wollte Bilder liefern, die an die entsättigten Sepiatöne von Walfangstichen aus dem 19. Jahrhundert erinnern. Dafür entwickelten Huston und sein Kameramann Oswald Morris auf der Grundlage des eingeführten Technicolor-Verfahrens ein spezielles Verfahren. Das Ergebnis waren grobkörnigere Bilder, auf denen das Licht aufgeraut und leicht verschmutzt wirkt.

## Rezeption
Huston ist seinerzeit bereits vor dem Beginn der Dreharbeiten in zweierlei Hinsicht mit Zweifeln konfrontiert gewesen: Einerseits galt Melvilles Roman, der in epischer Breite die Praxis des Walfangs schildert und von zahlreichen philosophischen und mythologischen Exkursen durchzogen ist, als nicht verfilmbar. Andererseits aber auch, weil die Hauptrolle des Kapitän Ahab mit einem Schauspieler besetzt war, der auf das Rollenschema des attraktiven, integren und leicht melancholischen Sympathieträgers festgelegt schien.
In der Tat ist Gregory Peck auch nach der Premiere des Films von großen Teilen des Publikums und der Kritik nicht als Idealbesetzung gesehen worden. Zwar ist anerkannt worden, er habe eine vom Hass deformierte Persönlichkeit durchaus passabel dargestellt, und die Kameraführung habe ihren Teil dazu beigetragen. Allerdings habe sein Gesicht, insbesondere der weich geformte Mund und der an Abraham Lincoln erinnernde Bart, doch auch eine gewisse Sanftmut ausgestrahlt, die nicht zur Rolle passe.
Diese „Fehlbesetzung“ war mit dafür verantwortlich, dass Moby Dick seinerzeit kein allzu großer Erfolg an den Kinokassen war. Als herausragendes Werk der Filmgeschichte gilt er heute trotzdem, und zwar vor allem wegen der besonderen Licht- und Farbstimmung, mit der die Zeichnung Ahabs Charakter und der unheilschwangere Plot der Handlung unterstützt werden.
Als der Film 1956 in Deutschland synchronisiert wurde, sprach der Schauspieler Hans Hinrich die Rolle von Orson Welles. Der Matrose Ismael, der die Geschichte in Ich-Perspektive erzählt, wird im Deutschen von Gert Günther Hoffmann gesprochen.
Der Kinostart des Films in der Bundesrepublik Deutschland war am 17. Oktober 1956, die deutsche Fernseh-Erstausstrahlung am 20. Juni 1971 um 21 Uhr in der ARD.
1998 wurde für das amerikanische Fernsehen ein Remake von Moby Dick mit Patrick Stewart als Kapitän Ahab produziert. Gregory Peck hatte in dieser Neuverfilmung einen Gastauftritt als Pfarrer Mapple. Es war Pecks letzte Rolle.

## Kritiken
- Lexikon des internationalen Films: „Abenteuerfilm nach Herman Melvilles allegorischem Roman. Großartige Bildkunst.“[2]
- Michael Denks, Zelluloid.de: „Aus heutiger Sicht ist diese “Moby Dick” Verfilmung eine fesselnd überzeugende Irrfahrt, ein mystischer Albtraum, nicht nur für jeden Seefahrer. Die Effekte sind alle gelungen, und können sich selbst heute noch sehen lassen.“
- Die New York Times lobte in ihrer Rezension des Films die bewundernswert werkgetreue Verfilmung von John Huston („admirably faithful to its source“) sowie die Kameraarbeit von Oswald Morris, die in brillanter Weise die schicksalhafte Trostlosigkeit der Geschichte akzentuiere („brilliantly underlines the foredoomed bleakness of the story“).[4]

## Auszeichnungen
- 1956: Nominiert für den Best Cinematography Award der British Society of Cinematographers
- 1956: Preise des National Board of Review, USA, in den Kategorien Bester Regisseur und Bester Nebendarsteller (Basehart)
- 1956: New York Film Critics Circle Award in der Kategorie Bester Regisseur
- 1957: Nominiert für den Preis der Directors Guild of America in der Kategorie Beste Regie
- 1957: Nastro d’Argento des Sindacato Nazionale Giornalisti Cinematografici Italiani in der Kategorie Beste Regie eines ausländischen Films